# Jason Delay
Jason Thomas Delay (Plano, Texas, 7 de marzo de 1995), más conocido como Jason Delay, es un jugador profesional estadounidense de béisbol que se desempeña en la posición de cácher en Pittsburgh Pirates, equipo de las Grandes Ligas de Béisbol (MLB).

## Carrera
En 2022, Delay hizo su debut en la MLB con el equipo Pittsburgh Pirates, donde lleva jugando tres temporadas.